# Варнавский, Василий Фёдорович
Василий Фёдорович Варнавский (1910, село Бахмут, Уфимская губерния, Российская империя — 12 февраля 1993) — колхозник, механик, Герой Социалистического Труда (1948).

## Биография
Родился в 1910 году в селе Бахмут Уфимской губернии. После окончания курсов механизаторов в 1926 году работал механизатором. С 1929 года работал механиком в Келесской МТС Южно-Казахстанской области. В 1932 году был призван в ряды Красной Армии. После армейской службы возвратился в 1935 году работал механиком в различных МТС Южно-Казахстанской области. С 1943 года работал в Ленгерской МТС Южно-Казахстанской области. В 1957 году был назначен старшим механиком Ленгерской МТС.
Благодаря деятельности Василия Варнавского колхозы, обслуживаемые Ленгерской МТС, собрали в 1947 году по 11 центнеров зерновых с каждого гектара, превысив план на 1,5 центнера. За свои достижения в трудовой деятельности был удостоен в 1948 году звания Героя Социалистического Труда.

## Награды
- Герой Социалистического Труда — указом Президиума Верховного Совета СССР от 28 марта 1948 года;
- Орден Ленина (1948);
- Медаль «За доблестный труд в Великой Отечественной войне 1941—1945 гг.»;